# رایان سوتر
رایان سوتر (انگلیسی: Ryan Suter؛ زادهٔ ۲۱ ژانویهٔ ۱۹۸۵) بازیکن هاکی روی یخ اهل ایالات متحده آمریکا است.